# Адам Ґочемський
Адам Ґоче́мський (Ґошемський) (роки народження і смерті невідомі) — гравер на міді і дереві другої половини XVIII століття. Брат гравера Юзефа Ґочемського. Впродовж 1762—1790 років працював у Почаєві.

## Творчість
Автор близько 60 гравюр, переважно на релігійні теми. Серед них:
- «Решневська богоматір» (1770, 1774);
- «Почаївська богоматір» (1773);
- «Святий Василій Великий» (1775);
- види Єрусалима та Константинополя (1778);
- «Розп'яття» (1778, 1784).

Ілюстрував книги:
- «Трефологіон» (1777);
- «Служебник» (1778).